# قصه‌ای برایم بگو
قصه‌ای برایم بگو (اسپانیایی: Cuéntame un cuento‎) یک مجموعهٔ تلویزیونی اسپانیایی است که در سال ۲۰۱۴ منتشر شد.

## گزیدهٔ بازیگران
- بیکتور کلاویخو[۲]
- النا بایستروس[۲]
- بلانکا سوآرس[۳]
- فلیکس گومس[۳]
- لایا کوستا[۴][۵]
- سوسانا آبایتوا[۴]
- خاویر گودینو[۴]
- بلانکا پورتیو[۶]
- میشل خنر[۷]